# Deporte en los Estados Unidos
El deporte es una parte importante de la cultura de Estados Unidos desde el siglo XIX. A su vez, Estados Unidos ha influido fuertemente en el deporte mundial en diversos aspectos: sus logros en torneos internacionales, el atractivo de sus torneos nacionales, el desarrollo tecnológico y científico del deporte, la comercialización y difusión del deporte profesional, y su rol en la creación y gestión de diversas disciplinas.
Las principales ligas nacionales, que gozan de gran cobertura televisiva en el país, son la National Football League (fútbol americano), la Major League Baseball (béisbol), la National Basketball Association (baloncesto), la National Hockey League (hockey sobre hielo) y la Major League Soccer (fútbol). Los campeonatos de fútbol americano y baloncesto masculino universitario de la National Collegiate Athletic Association (NCAA) también gozan de popularidad en el país, sobre todo los torneos de la División I, que al igual que las principales ligas profesionales deportivas de Estados Unidos, gozan de cobertura televisiva a nivel nacional. Casi todas las ligas profesionales de Estados Unidos compiten también contra equipos de Canadá, lo que convierte estos torneos en auténticos campeonatos regionales de Norteamérica.
En cuanto a deportes individuales, los campeonatos profesionales más vistos y difundidos por los medios de comunicación de Estados Unidos son el PGA Tour y LPGA Tour (golf), la Copa NASCAR y la IndyCar Series (automovilismo) y el Ultimate Fighting Championship (artes marciales mixtas).
Estados Unidos ha albergado cuatro Juegos Olímpicos de Verano, cuatro Juegos Olímpicos de Invierno, los Juegos Panamericanos de 1959 y 1987, la Copa Mundial de Fútbol de 1994, la Copa Mundial Femenina de Fútbol de 1999 y 2003, y el Campeonato Mundial de Baloncesto de 2002.

## Organización del deporte
El deporte profesional en Estados Unidos se organiza mediante el sistema de franquicias, donde la liga organizadora admite a los participantes con la condición que cumplir en la parte económica. Por ello, es inexistente el sistema de promoción y relegación de equipos a categorías inferiores como existe principalmente para el fútbol soccer en Europa, Sudamérica y Centroamérica, entre otros deportes.
Asimismo, el deporte base en Estados Unidos suele llevarlo a cabo el sistema educativo. Los deportistas que aspiran a competir en las ligas mayores comienzan compitiendo en el liceo, luego en la universidad y finalmente en un equipo profesional. Esto lo distingue del deporte europeo y sudamericano, donde los propios clubes deportivos forman a los jóvenes que aspiran a competir profesionalmente.
Desde el año 1968, el organismo federal encargado de promover el deporte es el Consejo del Presidente sobre Fitness, Deportes y Nutrición, que depende de la Oficina de Salud Pública y Ciencia y éste del Departamento de Salud y Servicios Humanos de los Estados Unidos, pero no controla directamente al deporte. El Congreso de los Estados Unidos emite leyes que regulan aspectos del deporte.

## Deportes

### Béisbol
El béisbol, inventado en el noreste del país hacia fines del siglo XVIII, fue el deporte más popular de Estados Unidos desde finales del siglo XIX hasta los años 1990, cuando el fútbol americano empezó su reinado como deporte más popular. La NABBP estableció la primera liga profesional en 1869. Durante las siguientes tres décadas, varias ligas compitieron para atraer a los mejores clubes y jugadores profesionales.
La Liga Nacional y la Liga Americana se fundaron en 1901 y 1876 respectivamente. A partir de 1903, los campeones de cada liga se enfrentan en la Serie Mundial de la Major League Baseball (MLB), definiendo al gran campeón del país. Los New York Yankees son el equipo más destacado en la historia de las Grandes Ligas, con 27 títulos en la Serie Mundial. Lo siguen los St. Louis Cardinals con 11, los Oakland Athletics con nueve, los San Francisco Giants y Boston Red Sox con ocho, y Los Angeles Dodgers con seis.
A lo largo del siglo XX, el béisbol se expandió del noreste y medio oeste de Estados Unidos al sur, al oeste, a Canadá (país que cuenta con un equipo en la MLB, los Toronto Blue Jays), México, el Caribe y, tiempo después, a Japón y Corea del Sur.

### Fútbol americano

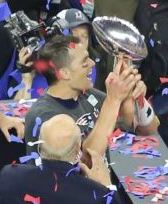
Tom Brady (tres premios al jugador más valioso (MVP) de la NFL (2007, 2010,2017) y cuatro Super Bowl MVP), ha sido reconocido por diversos medios como uno de los mejores quarterback de todos los tiempos, incluso para muchos el mejor de todos.2 Ha participado en ocho Super Bowls, ganando en cinco de ellas (las ediciones XXXVI, XXXVIII, XXXIX, XLIX y LI).

El fútbol americano tiene orígenes comunes con el fútbol y el rugby. La versión moderna del deporte la inició Walter Camp durante la década de 1880, en la que definió las reglas que lo distinguen de sus variantes hermanas. Las reglas se fueron consolidando hacia 1950. A partir de 1930, el fútbol americano fue haciéndose popular en el sur y el oeste, de la misma manera que el béisbol.
El fútbol americano profesional tuvo su primera liga en 1920 en lo que más tarde se convirtió en la National Football League (NFL). Desde la fusión de la NFL y la AFL en 1970, los campeones de conferencia se enfrenta a partido único en el Super Bowl, el evento deportivo de más audiencia en Estados Unidos. Considerando el historial completo, los Green Bay Packers ostentan 15 campeonatos de la NFL, seguidos de los Chicago Bears con nueve, y los Cleveland Browns y New York Giants con ocho.
A diferencia de otros deportes, el fútbol americano no prosperó a nivel mundial y continúa siendo un deporte netamente estadounidense, pese a un intento de expandirlo en Europa a través de NFL Europa, además de ser el único de los cinco deportes principales de Estados Unidos (fútbol americano, béisbol, baloncesto, hockey sobre hielo y fútbol soccer) cuya liga profesional no cuenta con equipos representantes de Canadá. 
Existía hasta 2019 una modalidad de fútbol americano que se jugaba en arenas o coliseos cerrados, cuya liga profesional estaba representada en la Arena Football League.
El fútbol americano universitario es también muy popular en Estados Unidos. Muchas universidades participan de las tres divisiones de la NCAA, siendo la más importante la División I. Para designar al o a los campeones del fútbol universitario se disputaban inicialmente varios partidos o bowls ente diferentes conferencias (Rose Bowl, Sugar Bowl, Orange Bowl, Cotton Bowl, Sun Bowl y Fiesta Bowl, los principales; Peach Bowl, Citrus Bowl, Alamo Bowl, Outback Bowl, Holiday Bowl, Russell Athletic Bowl y Gator Bowl, los de segundo orden, todos aún se juegan), pero desde 2005 la NCAA decidió designar un campeón único a nivel nacional, en un juego final llamado BCS National Championship Game, pero desde 2014 se disputa el College Football Playoff para llevar a los dos mejores a un juego final llamado College Football Championship Game. Otras universidades de Estados Unidos compiten en la NAIA en una sola división, contrario a lo que sucede en la NCAA, pero sin la popularidad de esta en el país.
Desde el año 2000 han aparecido ligas femeninas profesionales en Estados Unidos destacándose la Lingerie Football League, donde las deportistas juegan en ropa interior en coliseos o arenas bajo techo, con siete jugadoras por equipo. La Lingerie Bowl es el partido final de la liga con los equipos ganadores de las dos conferencias que la conforman.

### Baloncesto

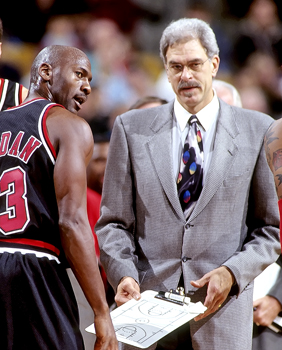
Chicago Bulls Michael Jordan y Phil Jackson 1997

El baloncesto lo inventó el canadiense James Naismith en 1891 en el YMCA de Massachusetts. Su difusión en el país y más tarde en todo el mundo tuvo como actor principal a la misma asociación cristiana. Actualmente, es el deporte más practicado de Estados Unidos.
La primera liga profesional de baloncesto se fundó en 1898. La actual National Basketball Association (NBA) fue fundada en 1946 y actualmente cuenta con 30 equipos. Los Boston Celtics y Los Angeles Lakers son los equipos más exitosos en la historia de la NBA con 17 títulos cada uno, seguido de los Golden State Warriors con siete, los Chicago Bulls con seis y los San Antonio Spurs con cinco.
La NBA ha atraído a los mejores baloncestistas del mundo durante décadas. Tanto es así que la selección de básquetbol de Estados Unidos ha carecido varias veces de los mejores deportistas porque les pareció más atractivo competir en su país que fuera. Cuando sí lo hicieron, fueron notablemente exitosos, en especial en los Juegos Olímpicos y en el Campeonato Mundial de Baloncesto.
Por su parte, la Women's National Basketball Association (WNBA) es la principal liga profesional femenina, disputada desde 1997. Se creó por iniciativa de la NBA, de modo que la mayoría de los equipos de la WNBA son propiedad de equipos de la NBA y comparten estadios, aunque aquí solo compiten equipos estadounidenses mientras que la NBA cuenta con un equipo de Canadá: Los Toronto Raptors. La selección femenina de Estados Unidos ha ganado siete medallas de oro olímpicas y nueve Campeonatos Mundiales.
Estados Unidos es la cuna de los mejores jugadores de baloncesto de la historia como Wilt Chamberlain, Michael Jordan, Magic Johnson o Larry Bird entre los varones, y Cynthia Cooper, Sheryl Swoopes, Lisa Leslie, Diana Taurasi y Candace Parker entre las mujeres.
El baloncesto universitario empezó a despertar interés a nivel nacional con los tres torneos divisionales de la National Collegiate Athletic Association (NCAA), donde participan 1066 universidades del país, siendo el más importante y el más antiguo (se disputa desde 1939) la División I (en inglés, NCAA Men's Division I Basketball Championship), conformado por los 68 mejores equipos universitarios del país luego de haber clasificado en sus respectivas conferencias. El formato del torneo es de eliminación directa, donde los cuatro mejores equipos juegan las semifinales nacionales y final (Final Four). Se juega en su mayor parte en marzo, por lo que es informalmente conocido como la "Locura de Marzo", también llamado el "Gran Baile" al estar los mejores de cada conferencia universitaria en la recta final. La otra organización deportiva universitaria, la National Association of Intercollegiate Athletics (NAIA) también tiene su torneo de baloncesto desde 1937, aunque este sólo lo disputan 32 equipos en una sola semana, siendo una organización más pequeña y menos pòpular que la NCAA. El baloncesto universitario femenino también goza de popularidad en Estados Unidos, aunque muy lejos de su par masculino.

### Hockey sobre hielo
El hockey sobre hielo es muy popular en las regiones de Estados Unidos donde nieva en invierno, aunque desde los años 1990 se ha extendido en popularidad al resto de la nación. Entre 1942 y 1967 la National Hockey League (NHL), la liga profesional de este deporte creada en Canadá, tuvo solamente seis equipos: Boston Bruins, Chicago Black Hawks, Detroit Red Wings, Montreal Canadiens, Toronto Maple Leafs y New York Rangers. La NHL ha aumentado sus participantes con el paso del tiempo al expandirse a ciudades del sur y el oeste de Estados Unidos. Actualmente se disputa entre 31 equipos: 7 de Canadá y 24 de Estados Unidos. Más de la mitad de los jugadores de la NHL provienen de Canadá, donde es el deporte nacional, aunque en Estados Unidos es el cuarto deporte con más seguidores y afluencia de espectadores.

### Fútbol (soccer)
A pesar de ser el deporte más popular del mundo, el fútbol asociación (conocido en Estados Unidos como soccer, derivado de "association football") comenzó a perder popularidad en la década de 1930 y quedó marginado, permaneciendo durante mucho tiempo restringido a los inmigrantes. Los primeros registros de la práctica de este deporte en Estados Unidos datan de 1862. En 1921 se creó la American Soccer League (ASL), la liga de fútbol asociación estadounidense en aquel momento. En ese momento, se consideraba la segunda liga deportiva más popular en los Estados Unidos, solo detrás de la Major League Baseball. Sin embargo, la Gran Depresión de 1929 provocó el fin de la ASL en 1933 y la desaparición del deporte en Estados Unidos, entrando en un prolongado período de oscuridad. A partir de la década de 1970, se hizo popular entre el público femenino, lo que dio lugar a una fuerte cultura del fútbol femenino y, finalmente, a la creación de un equipo nacional. 
El principal campeonato profesional de fútbol masculino durante los años 1970 y 1980 fue la North American Soccer League entre 1968 y 1985, conocida por haber atraído a Pelé, Franz Beckenbauer, Carlos Alberto Torres, Giorgio Chinaglia, Johann Cruyff y George Best entre otras estrellas mundiales. Sin embargo, debido a problemas causados por la mala gestión financiera, la liga se declaró en quiebra a mediados de la década de 1980. El resurgimiento del fútbol masculino comenzó cuando años después la máxima rectora del fútbol, la FIFA, organizó en Estados Unidos la Copa Mundial de 1994. Como condición impuesta al país de parte de la FIFA para otorgarle la sede del mundial de 1994, en 1993 se fundó la Major League Soccer (MLS), la principal liga profesional masculina del país que cuenta con equipos de Estados Unidos y Canadá, iniciando competencias en 1996. Desde su primera temporada en 1996 la MLS se ha expandido a 30 equipos y, gracias a su creciente popularidad, ahora atrae a audiencias sólo más pequeñas que las de la NFL y la MLB.
Respecto al fútbol femenino, la FIFA organizó en Estados Unidos la Copa Mundial Femenina de 1999 y 2003. Por su parte, la máxima división profesional del fútbol femenino ha sido la Women's United Soccer Association desde 2001 hasta 2003, la Women's Professional Soccer desde 2009 hasta 2011, y la National Women's Soccer League a partir de 2013, en todos los casos con equipos únicamente estadounidenses.
La selección masculina obtuvo el tercer puesto en la Copa Mundial de 1930, al derrotar a Bélgica y Paraguay. En Corea-Japón 2002 alcanzó cuartos de final, al obtener victorias ante México y Portugal. Ganó la Copa de Oro de la Concacaf en siete ediciones desde 1991. Además fue finalista de la Copa FIFA Confederaciones 2009 y semifinalista en la Copa América 1995. Entre sus figuras históricas se encuentran Landon Donovan, Clint Dempsey y Brian McBride.
Por su parte, la selección femenina ha ganado la Copa Mundial en cuatro ocasiones y ha obtenido un segundo puesto y tres terceros lugares (organizando dos mundiales en 1999 y 2003), convirtiéndose en la selección más ganadora en la historia del fútbol femenino mundial; además, ha obtenido cuatro medallas de oro y una de plata en cinco ediciones de los Juegos Olímpicos. En la selección femenina se han destacado Abby Wambach, Alex Morgan, Mia Hamm y Kristine Lilly entre otras. 
Una rama del fútbol que tiene liga profesional en Estados Unidos es el fútbol indoor o showbol, representado en la Major Arena Soccer League. Es la única liga profesional estadounidense que cuenta con representantes de México, además de Canadá y de Estados Unidos.

### Golf
Tres de los cuatro torneos mayores de golf masculino se disputan en Estados Unidos: el Abierto de los Estados Unidos desde 1895, el Campeonato de la PGA desde 1916, y el Masters de Augusta desde 1934. A su vez, el PGA Tour estadounidense es el principal circuito profesional de golf del mundo. La Copa Ryder enfrenta a la selección de Estados Unidos con la selección europea.
Algunos de los golfistas estadounidenses más destacados han sido Walter Hagen, Sam Snead, Ben Hogan, Arnold Palmer, Jack Nicklaus, Tom Watson y Tiger Woods.

### Tenis
El Abierto de Estados Unidos es uno de los cuatro torneos mayores, y varios de los torneos profesionales de tenis se disputan allí, entre ellos el Masters de Indian Wells, el Masters de Miami, el Masters de Cincinnati y el Torneo de Washington.
Estados Unidos ha sido potencia mundial en el tenis. Varios de los tenistas más laureados provienen de ese país, entre ellos Bill Tilden, Don Budge, Helen Wills Moody, Doris Hart, Maureen Connolly, John McEnroe, Jimmy Connors, Billie Jean King, Chris Evert, Andre Agassi, Pete Sampras, Venus Williams y Serena Williams. Estados Unidos ostenta el récord de victorias en la Copa Davis y la Copa Fed, los torneos de selecciones masculinas y femeninas.

### Deporte motor

Las 500 millas de Daytona, una de las carreras más prestigiosas e importantes del mundo que forma parte del calendario de la Copa NASCAR.

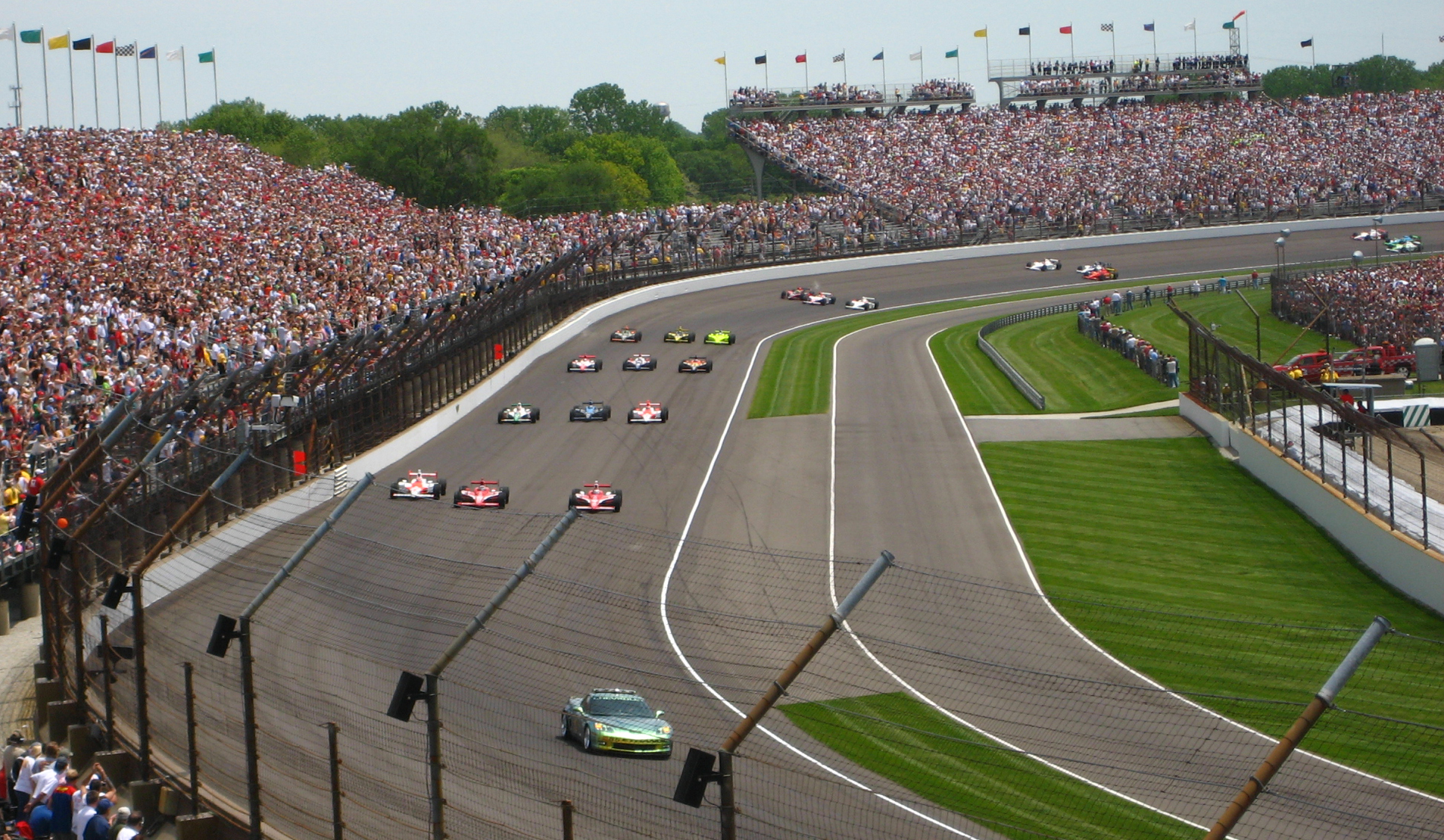
Las 500 Millas de Indianápolis es una de las carreras de automovilismo más prestigiosas del mundo que forma parte del calendario de la IndyCar Series.

La mayor distinción del automovilismo estadounidense frente al europeo y sudamericano es el uso de óvalos. Las 500 Millas de Indianápolis, disputada en el Indianapolis Motor Speedway desde el año 1909, fue puntuable del Campeonato Mundial de Fórmula 1 desde 1950 hasta 1960. No obstante, la participación de europeos y sudamericanos fue baja la mayor parte de su historia. Desde entonces, ha formado parte de diversos campeonatos nacionales de monoplazas, más recientemente la serie CART y la IndyCar Series. Estos torneos han combinado carreras en distintos tipos de circuitos: óvalos cortos de tierra, superóvalos como el de Indianápolis, autódromos mixtos y circuitos callejeros. A partir de 1980, han atraído pilotos extranjeros con la llegada de la televisación en directo de las carreras.
La Fórmula 1 retornó a Estados Unidos en distintas etapas, generalmente bajo la denominación Gran Premio de Estados Unidos. Algunas de ellas continuaron disputándose, como el Gran Premio de Long Beach y el Gran Premio de Detroit. La participación de estadounidenses en la máxima categoría de automovilismo ha sido muy escasa. Los únicos campeones han sido Phil Hill y Mario Andretti.
La categoría más popular a nivel nacional es la Copa NASCAR, una de las categorías que forman parte de la NASCAR y que se disputa con stock cars casi exclusivamente en óvalos. Algunas de sus carreras más importantes son las 500 Millas de Daytona y las 400 Millas de Brickyard. En este caso, la cantidad de extranjeros ha sido muy escasa, aunque a partir de 2000 ha atraído una mayor cantidad de pilotos destacados ante la pérdida de atractivo de las carreras Indy.
Los arrancones son otra modalidad de motor típicamente estadounidense, donde automóviles recorren unos pocos cientos de metros con partida de detenida. La principal organización de arrancones es la National Hot Rod Association, fundada en California en la década de 1950.
Estados Unidos se ha destacado a nivel mundial en carreras de resistencia, tanto a nivel de pilotos como de equipos. Asimismo, el país celebra varias de las carreras de resistencia más prestigiosas del mundo, como las 24 Horas de Daytona, las 12 Horas de Sebring y Petit Le Mans.
En cuanto al motociclismo, a lo largo de los años ha variado la popularidad de las distintas disciplinas. Las carreras en óvalos de tierra eran populares a principios del siglo XX. A partir de la década de 1970 se difundió el motociclismo de velocidad, con pilotos destacados en el Campeonato Mundial de Motociclismo como Kenny Roberts, Randy Mamola, Freddie Spencer, Eddie Lawson, Wayne Rainey, Kevin Schwantz, Kenny Roberts Jr y Nicky Hayden.
Lo mismo ocurrió con el motocross y el supercross, con estrellas como Jeremy McGrath y Ricky Carmichael y más tarde con el motocross estilo libre, donde se destacaron Travis Pastrana, Brian Deegan y Nate Adams.

### Otros deportes

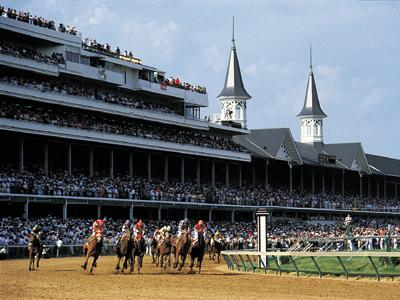
El Derby de Kentucky forma parte de la Triple Corona de la hípica de Estados Unidos y se disputa desde 1875.

Estados Unidos también destaca en el ciclismo en pista, modalidad en la que ha conseguido varios campeonatos del mundo en masculino y femenino. En el ciclismo de ruta el país norteamericano comenzó a destacarse desde los años 80´s, aportando ciclistas y equipos profesionales a las competencias internacionales, entre ellas las Grandes Vueltas, siendo los logros más importantes para Estados Unidos los tres triunfos de Greg Lemond en el Tour de Francia (1986, 1989 y 1990), el triunfo de Andrew Hampsten en el Giro de Italia 1988 y el triunfo de Chris Horner en la Vuelta a España 2013, haciendo historia en todos los casos: Lemond y Hamspten como los primeros ciclistas no europeos que ganan Tour y Giro respectivamente; y Horner como el ciclista de más edad que gana una Gran Vuelta, gesta lograda con 41 años. También se destaca el triunfo de Sepp Kuss en la Vuelta a España 2023. Lemond también tiene el privilegio de ser el primer ciclista no europeo que gana una prueba en el Campeonato Mundial de Ciclismo en Ruta, gesta lograda en los mundiales de 1983, repitiendo esta hazaña en 1989. En la ruta femenina destacan históricas como Audrey McElmury (primera estadounidense ganadora en los mundiales de ruta), Beth Heiden y Karen Kurreck (esta última, primera ganadora de pruebas contrarreloj en los mundiales) y; entre las contemporáneas, destacan Megan Guarnier (primera ganadora del UCI WorldTour Femenino), Amber Neben, Kristin Armstrong y Chloé Dygert, entre otras. También en territorio estadounidense se realizan múltiples carreras con participación de equipos internacionales, algunas siendo parte del UCI WorldTour, UCI WorldTour Femenino y UCI America Tour como los extintos Tour de California e International Championship, y los aún activos Tour de Utah, Tour de California femenino y Colorado Classic, entre otras carreras por etapas y de un día.    
Si bien la mayoría de los deportes importantes de Estados Unidos han evolucionado de prácticas europeas, el baloncesto, el voleibol, la animación y el snowboarding son invenciones locales. El lacrosse y el surf surgieron de los amerindios y de los nativos de Hawái respectivamente. En lacrosse hay dos ligas profesionales con representantes de Estados Unidos y Canadá, la Major League Lacrosse (de campo) y la National Lacrosse League (bajo techo). En voleibol existe desde 2012 la Premier Volleyball League (USA PVL) en masculino y femenino, en un intento de profesionalizar este deporte para evitar que los talentos locales que surgan de los campeonatos universitarios se marchen a otros países a hacer su carrera deportiva; no obstante, las respectivas selecciones nacionales estadounidenses son potencias en la disciplina con varios títulos continentales, mundiales y olímpicos. Ambas ligas están conformadas por equipos estadounidenses únicamente.  
Las carreras de caballos fueron deportes individuales muy seguidos a principios del siglo XX. Las tres carreras principales son el Derby de Kentucky, el Preakness Stakes y el Belmont Stakes, que conforman la Triple Corona.
El boxeo estadounidense ha tenido figuras tales como Rocky Marciano, Muhammad Ali, Joe Frazier, George Foreman, Sugar Ray Leonard, Thomas Hearns, Mike Tyson, Evander Holyfield, Óscar de la Hoya y Floyd Mayweather. La ciudad de Las Vegas ha sido históricamente la capital mundial del boxeo.
El rugby en suelo estadounidense no es tan popular, pero debido a la inmigración de otros países angloparlantes como Inglaterra, Australia, y Nueva Zelanda, así como también de excolonias inglesas del sur de África y de otros países de Oceania, han dado margen a que la CBS, junto a otros empresarios de deporte por cable y a la USA Rugby, participaran en la creación de la Major League Rugby (MLR), un torneo profesional que inició competencias en 2018 con equipos de Estados Unidos y Canadá. También en el sureste del país ha habido un desarrollo muy grande de este deporte y cuenta con la USA Rugby South, que busca fortalecer en esa zona el deporte del rugby union. El país también fue sede de la Copa del Mundo de Rugby 7 de 2018.
A partir de la década de 1990 también se popularizó allí los combates de artes marciales mixtas, en particular la promoción de la Ultimate Fighting Championship, donde se han destacado entre otros Matt Hughes, Tito Ortiz, Ken Shamrock, Randy Couture, Chuck Liddell, Cain Velasquez, B.J. Penn, Jon Jones y Ronda Rousey.
Muchos deportes se han inventado en Estados Unidos en el último tercio del siglo XX y comienzos del siglo XXI. Una rama de estos son los deportes extremos, que han crecido a nivel mundial con la organización y realización en Estados Unidos de los X Games de Verano e Invierno, además de la realización de los extintos Gravity Games.
El balón prisionero es un juego popular a nivel infantil.

## Juegos Olímpicos

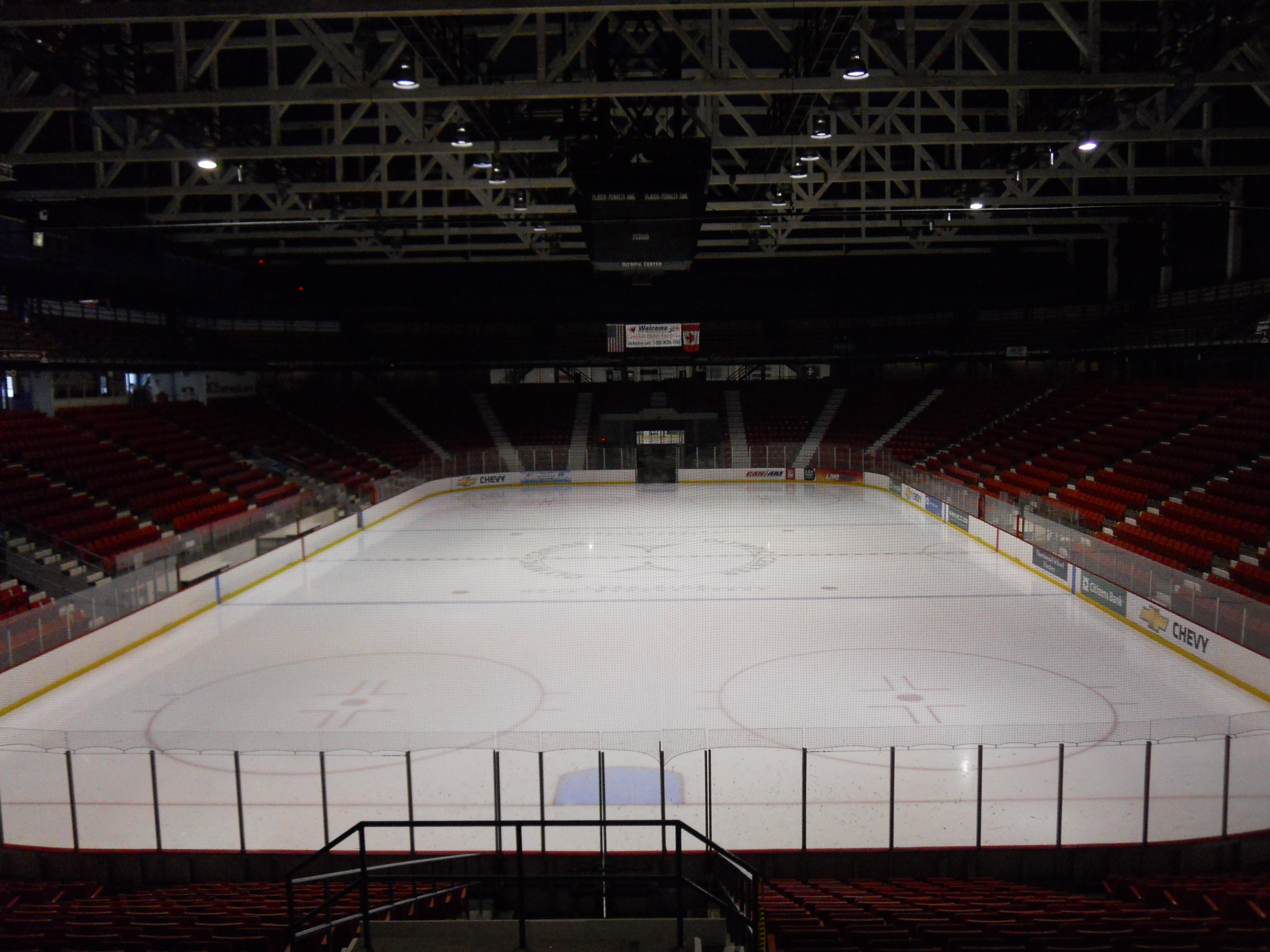
Se conoce como milagro sobre hielo a la victoria de Estados Unidos sobre la Unión Soviética en la fase final de hockey sobre hielo en los Juegos Olímpicos de Invierno de 1980 celebrados en Lake Placid, Nueva York.

Estados Unidos ha participado exitosamente en las diversas disciplinas de los Juegos Olímpicos a lo largo de su historia. Luego de la Segunda Guerra Mundial y como parte de la Guerra Fría, ha competido de manera feroz frente a la Unión Soviética en ese y otros eventos, y frente a Cuba en los Juegos Panamericanos. Tras la caída del imperio soviético, Estados Unidos ha competido principalmente frente a la República Popular de China, aunque de manera menos intensa.
Estados Unidos ha ganado 2400 medallas en los Juegos Olímpicos de Verano, más que ningún otro país y 216 medallas en los Juegos Olímpicos de Invierno. El país lideró el medallero en 16 ediciones de los Juegos de Verano, así como en los Juegos de Invierno de 1932. También lidera el medallero histórico en numerosos deportes, entre ellos atletismo, natación, baloncesto, tenis, fútbol, golf, patinaje artístico, snowboard y esquí acrobático.
En los Juegos Panamericanos, el país lidera el medallero histórico por amplio margen. Ha ganado todas las ediciones salvo 1951 y 1991, cuando obtuvo el segundo puesto. 
El Comité Olímpico de los Estados Unidos ha organizado cuatro ediciones de los Juegos Olímpicos de Verano: Saint Louis 1904, Los Ángeles 1932, Los Ángeles 1984 y Atlanta 1996, al igual que cuatro Juegos Olímpicos de Invierno: Lake Placid 1932, Squaw Valley 1960, Lake Placid 1980 y Salt Lake City 2002. También ha organizado dos ediciones de los Juegos Panamericanos: Chicago 1959 y Indianápolis 1987.

## Selecciones nacionales

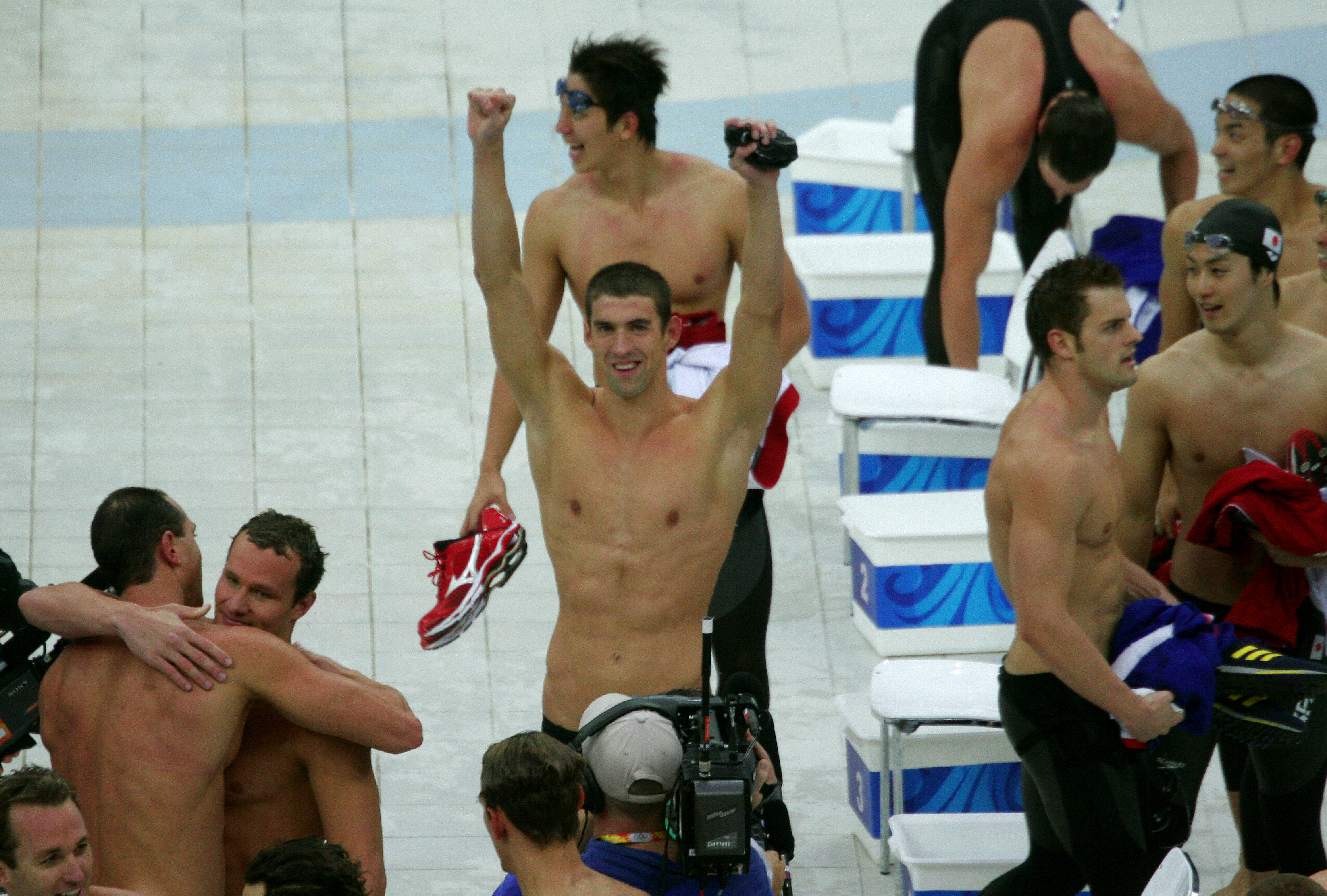
Michael Phelps

- Baloncesto femenino
- Baloncesto masculino
- Balonmano masculino
- Béisbol
- Fútbol femenino
- Fútbol masculino
- Fútbol americano masculino
- Hockey sobre hierba masculino
- Hockey sobre hierba femenino
- Polo
- Rugby masculino
- Copa Federación (tenis femenino)
- Copa Davis (tenis masculino)
- Voleibol femenino
- Voleibol masculino

## Galería

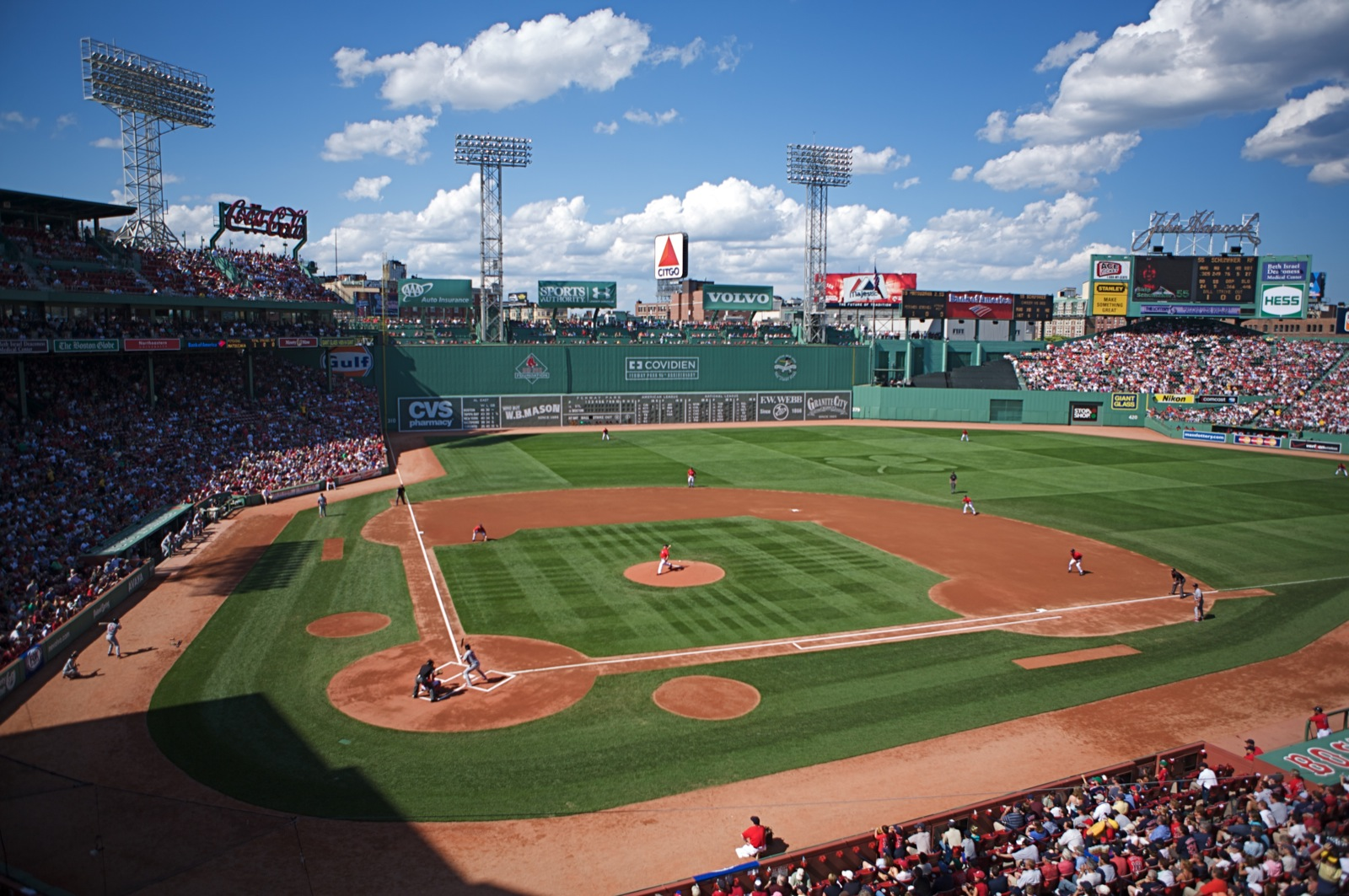
Fenway Park, el estadio de béisbol más antiguo de las Grandes Ligas de Béisbol.
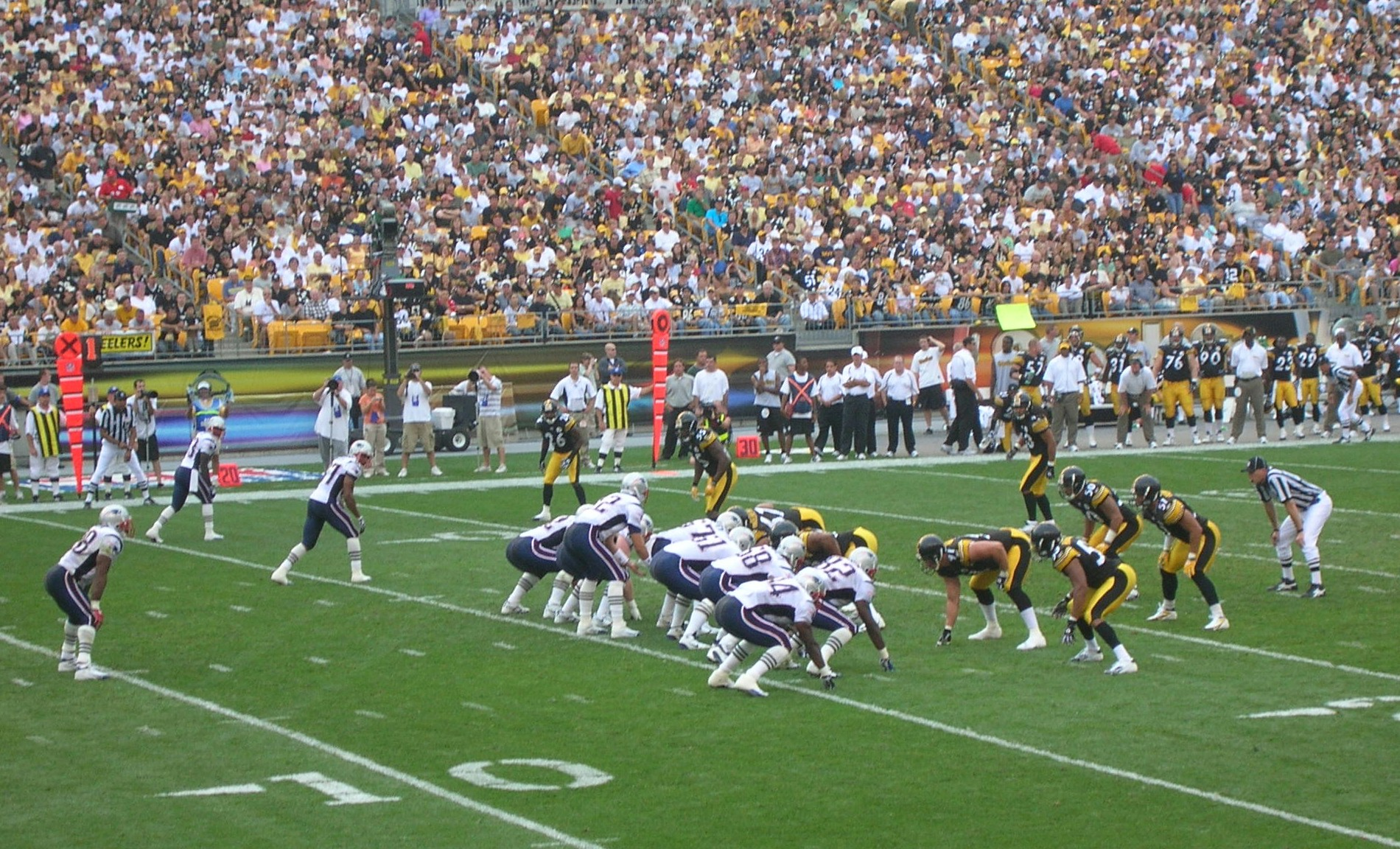
Partido de fútbol americano de la National Football League.
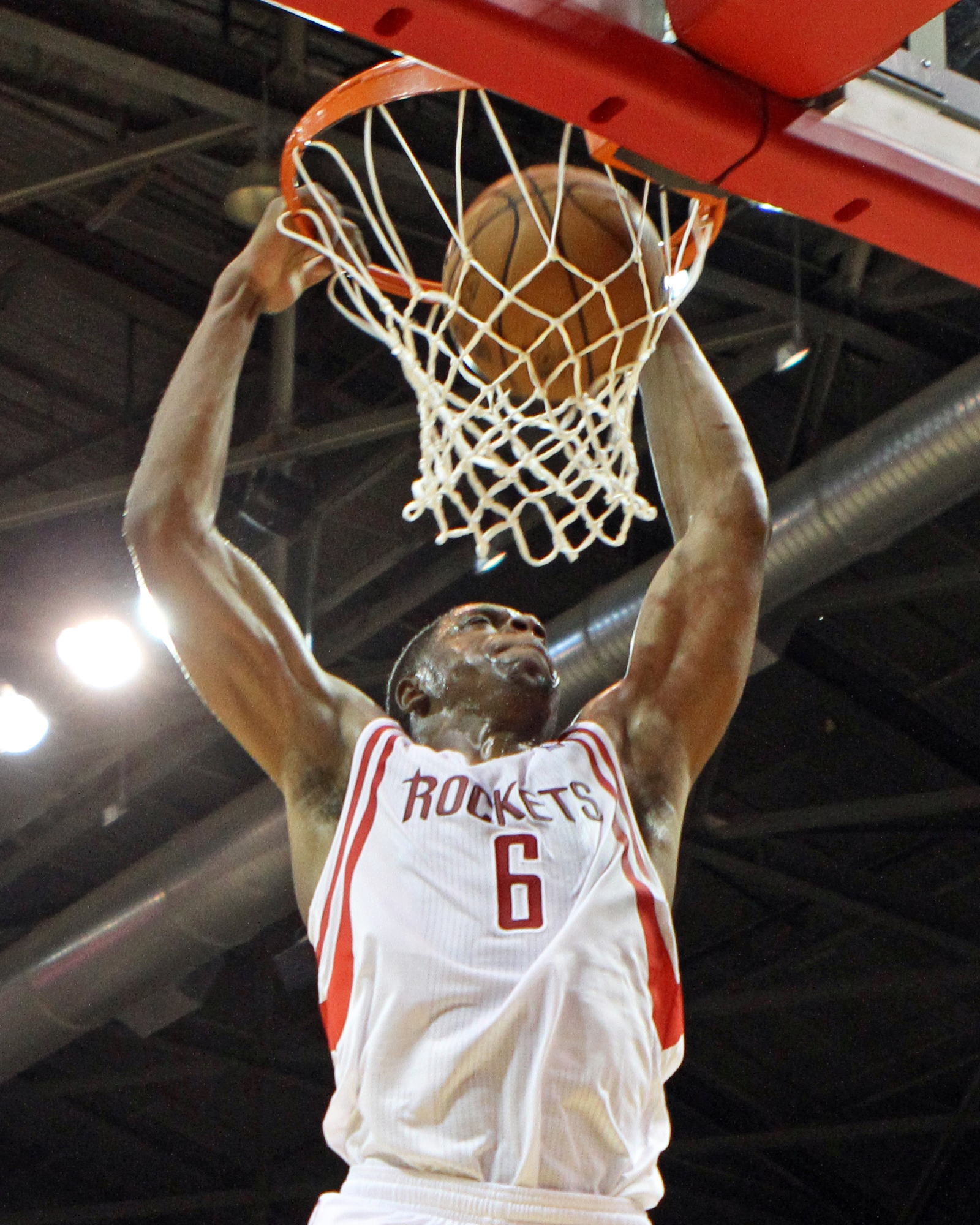
Terrence Jones, jugador de los Houston Rockets de la NBA.
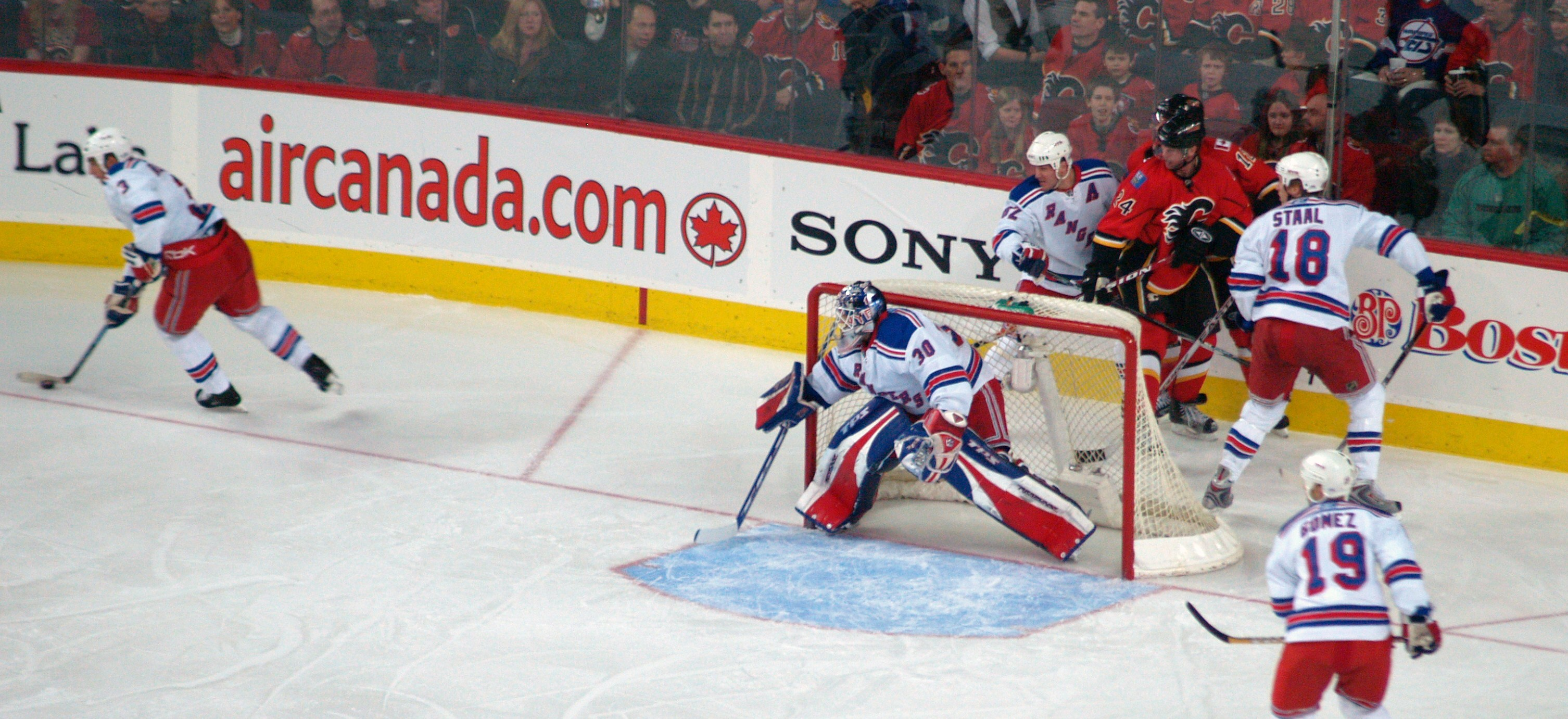
Partido de hockey sobre hielo de los New York Rangers de la NHL.
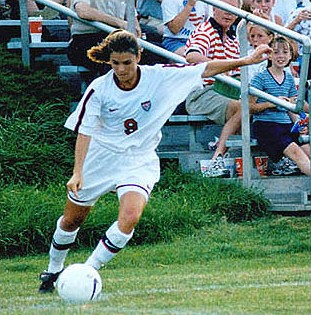
Mia Hamm es una de las futbolistas más destacadas de la historia.
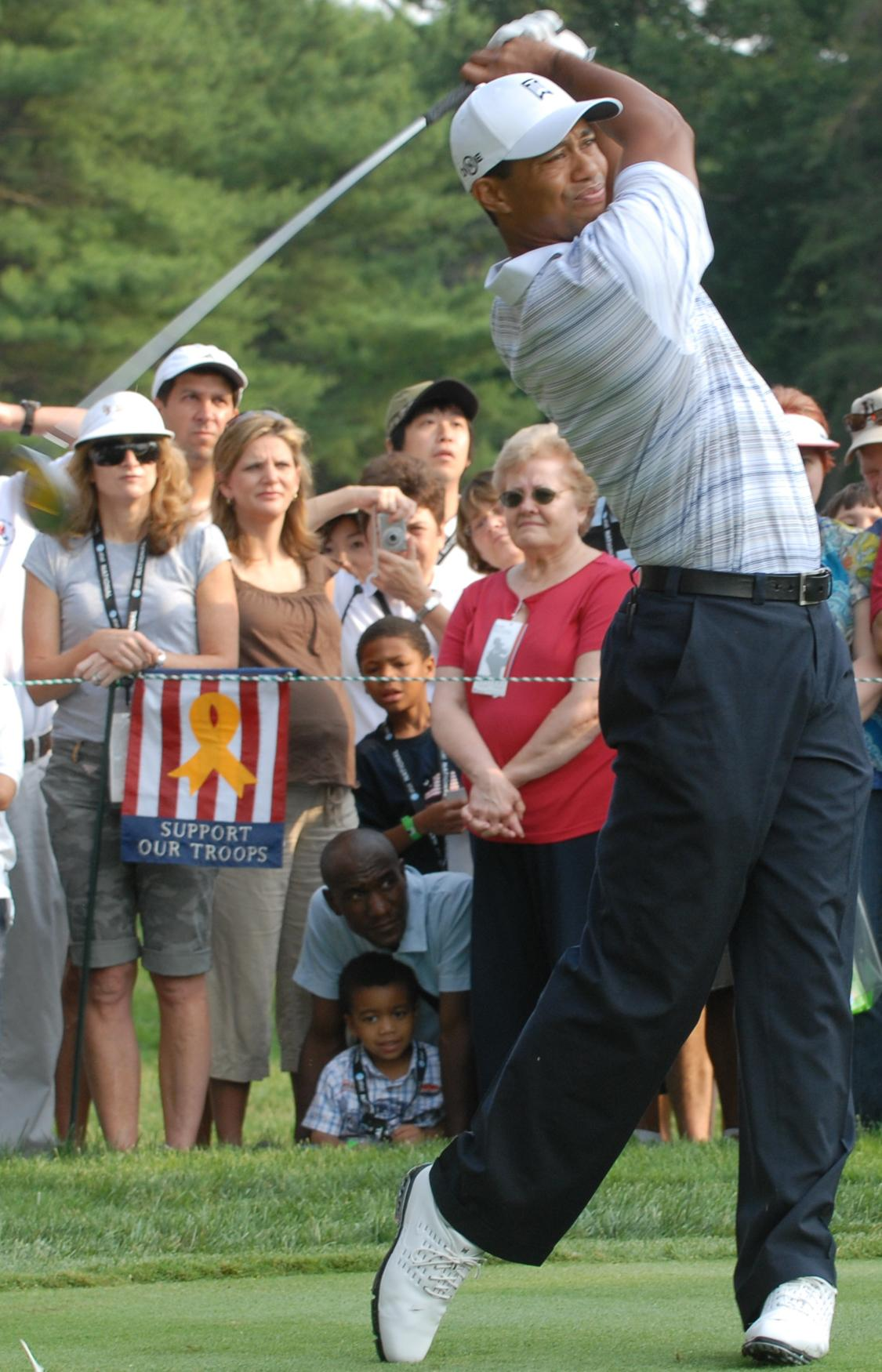
Tiger Woods ha logrado 14 victorias en torneos mayores de golf.
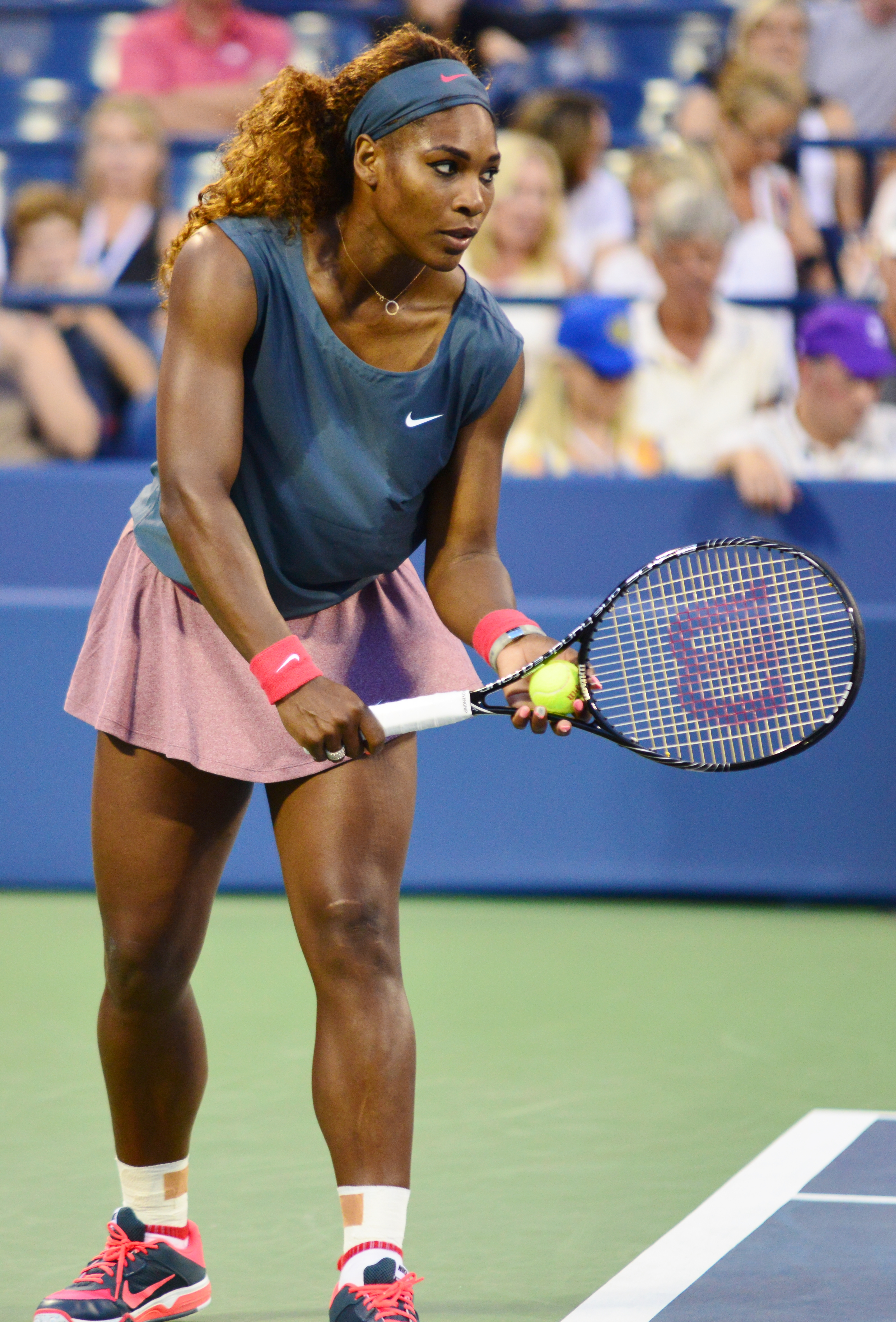
Serena Williams logró 33 títulos de Grand Slam de tenis y cuatro oros en los Juegos Olímpicos.
Las 500 millas de Daytona, una de las carreras más prestigiosas e importantes del mundo que forma parte del calendario de la Copa NASCAR.
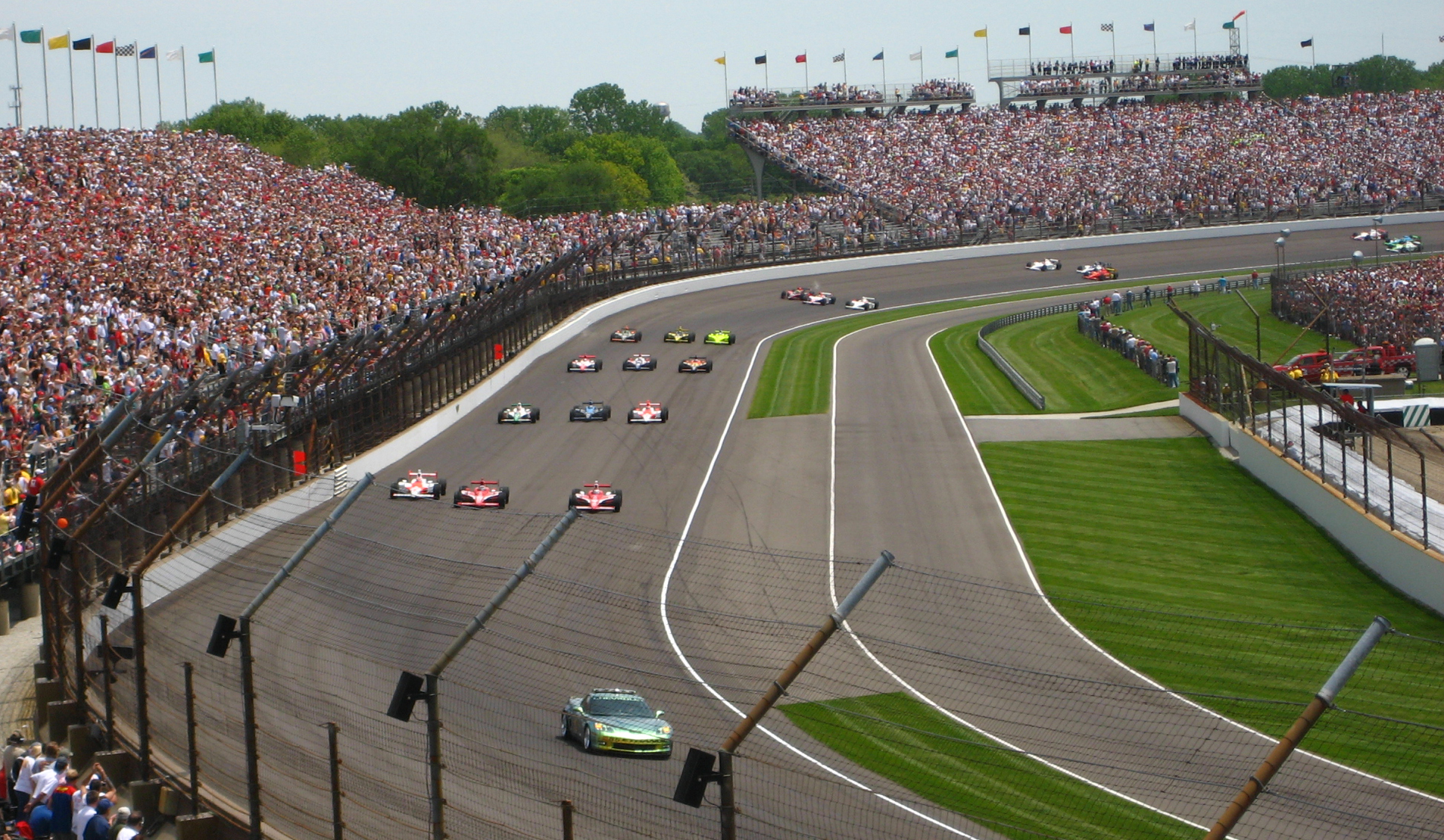
Las 500 Millas de Indianápolis es una de las carreras de automovilismo más prestigiosas del mundo que forma parte del calendario de la IndyCar Series.